# Llista de municipis del districte de Banská Bystrica
Llista de tots els municipis del districte eslovac de Banská Bystrica de la regió del mateix nom.
Informació actualitzada per un bot. Els canvis manuals es perdran quan s'actualitzi!
| Escut | Municipi          | Població | Superfície km² | Densitat | Altitud | Codi postal                        | Codi territorial | Dades a Wikidata              |
| ----- | ----------------- | -------- | -------------- | -------- | ------- | ---------------------------------- | ---------------- | ----------------------------- |
|       | Badín             | 2.152    | 34,4           | 62,58    | 369     | 976 32                             | SK0321508454     | Modifica les dades a Wikidata |
|       | Baláže            | 229      | 14,2           | 16,11    | 538     | 976 11 (pošta Selce)               | SK0321508471     | Modifica les dades a Wikidata |
|       | Banská Bystrica   | 73.533   | 103,4          | 711,31   | 362     | 974 04 974 05 974 09 974 01 974 11 | SK0321508438     | Modifica les dades a Wikidata |
|       | Brusno            | 2.122    | 43,5           | 48,77    | 410     | 976 62                             | SK0321508675     | Modifica les dades a Wikidata |
|       | Dolná Mičiná      | 520      | 9,5            | 54,95    | 389     | 974 01 (pošta Banská Bystrica 1)   | SK0321508543     | Modifica les dades a Wikidata |
|       | Dolný Harmanec    | 264      | 44,3           | 5,96     | 440     | 976 03 (pošta Harmanec)            | SK0321508551     | Modifica les dades a Wikidata |
|       | Donovaly          | 283      | 17,5           | 16,17    | 972     | 976 39                             | SK0321508560     | Modifica les dades a Wikidata |
|       | Dúbravica         | 408      | 8,5            | 47,96    | 427     | 976 33 (pošta Poniky)              | SK0321508586     | Modifica les dades a Wikidata |
|       | Harmanec          | 827      | 7,8            | 106,61   | 446     | 976 03                             | SK0321508594     | Modifica les dades a Wikidata |
|       | Hiadeľ            | 490      | 16,6           | 29,59    | 490     | 976 61 (pošta Lučatín)             | SK0321508616     | Modifica les dades a Wikidata |
|       | Horná Mičiná      | 698      | 15,7           | 44,48    | 432     | 974 01 (pošta Banská Bystrica 1)   | SK0321508632     | Modifica les dades a Wikidata |
|       | Horné Pršany      | 386      | 3,5            | 109,46   | 630     | 974 05 (pošta Banská Bystrica 5)   | SK0321508641     | Modifica les dades a Wikidata |
|       | Hrochoť           | 1.428    | 34,7           | 41,1     | 636     | 976 37                             | SK0321508659     | Modifica les dades a Wikidata |
|       | Hronsek           | 662      | 7,3            | 90,63    | 312     | 976 31 (pošta Vlkanová)            | SK0321580236     | Modifica les dades a Wikidata |
|       | Kordíky           | 492      | 10             | 49,33    | 845     | 976 34 (pošta Tajov)               | SK0321508713     | Modifica les dades a Wikidata |
|       | Králiky           | 712      | 1,6            | 431,64   | 668     | 976 34 (pošta Tajov)               | SK0321508721     | Modifica les dades a Wikidata |
|       | Kynceľová         | 393      | 1,2            | 336,51   | 382     | 974 01 (pošta Banská Bystrica 1)   | SK0321557277     | Modifica les dades a Wikidata |
|       | Lučatín           | 672      | 10,9           | 61,75    | 386     | 976 61                             | SK0321508756     | Modifica les dades a Wikidata |
|       | Malachov          | 1.132    | 6,3            | 180,64   | 464     | 974 05 (pošta Banská Bystrica 5)   | SK0321580244     | Modifica les dades a Wikidata |
|       | Medzibrod         | 1.372    | 17,1           | 80,35    | 400     | 976 96                             | SK0321508764     | Modifica les dades a Wikidata |
|       | Motyčky           | 104      | 13,1           | 7,95     | 678     | 976 02 (pošta Staré Hory)          | SK0321508802     | Modifica les dades a Wikidata |
|       | Moštenica         | 241      | 13,4           | 17,95    | 452     | 976 13 (pošta Slovenská Ľupča)     | SK0321508799     | Modifica les dades a Wikidata |
|       | Môlča             | 435      | 9,4            | 46,3     | 453     | 974 01 (pošta Banská Bystrica 1)   | SK0321508781     | Modifica les dades a Wikidata |
|       | Nemce             | 1.153    | 4,1            | 281,05   | 410     | 974 01 (pošta Banská Bystrica 1)   | SK0321557285     | Modifica les dades a Wikidata |
|       | Oravce            | 185      | 4,7            | 39,18    | 427     | 976 33 (pošta Poniky)              | SK0321508837     | Modifica les dades a Wikidata |
|       | Podkonice         | 903      | 28,5           | 31,71    | 865     | 976 13 (pošta Slovenská Ľupča)     | SK0321508861     | Modifica les dades a Wikidata |
|       | Pohronský Bukovec | 123      | 14,5           | 8,5      | 530     | 976 62 (pošta Brusno)              | SK0321508896     | Modifica les dades a Wikidata |
|       | Poniky            | 1.554    | 59             | 26,32    | 499     | 976 33                             | SK0321508918     | Modifica les dades a Wikidata |
|       | Povrazník         | 142      | 3,3            | 42,45    | 644     | 976 55 (pošta Ľubietová)           | SK0321508926     | Modifica les dades a Wikidata |
|       | Priechod          | 1.030    | 11,2           | 91,87    | 463     | 976 11 (pošta Selce)               | SK0321508942     | Modifica les dades a Wikidata |
|       | Riečka            | 868      | 6,8            | 127,22   | 478     | 974 01 (pošta Banská Bystrica 1)   | SK0321508969     | Modifica les dades a Wikidata |
|       | Sebedín-Bečov     | 360      | 9,6            | 37,4     | 365     | 974 01 (pošta Banská Bystrica 1)   | SK0321508977     | Modifica les dades a Wikidata |
|       | Selce             | 2.100    | 20             | 105,03   | 424     | 976 11                             | SK0321508985     | Modifica les dades a Wikidata |
|       | Slovenská Ľupča   | 3.261    | 32,3           | 100,88   | 374     | 976 13                             | SK0321509001     | Modifica les dades a Wikidata |
|       | Staré Hory        | 582      | 41,6           | 14       | 480     | 976 02                             | SK0321509019     | Modifica les dades a Wikidata |
|       | Strelníky         | 740      | 17,5           | 42,36    | 655     | 976 55 (pošta Ľubietová)           | SK0321509027     | Modifica les dades a Wikidata |
|       | Tajov             | 661      | 9,3            | 71,16    | 478     | 976 34                             | SK0321509060     | Modifica les dades a Wikidata |
|       | Turecká           | 165      | 10,2           | 16,24    | 620     | 976 02 (pošta Staré Hory)          | SK0321557269     | Modifica les dades a Wikidata |
|       | Vlkanová          | 1.273    | 7,8            | 163,66   | 320     | 976 31                             | SK0321557293     | Modifica les dades a Wikidata |
|       | Čerín             | 446      | 11,5           | 38,66    | 405     | 974 01 (pošta Banská Bystrica 1)   | SK0321508519     | Modifica les dades a Wikidata |
|       | Ľubietová         | 1.269    | 61             | 20,79    | 471     | 976 55                             | SK0321508748     | Modifica les dades a Wikidata |
|       | Špania Dolina     | 234      | 12,7           | 18,39    | 711     | 974 01 (pošta Banská Bystrica 1)   | SK0321509035     | Modifica les dades a Wikidata |